# 은행지주회사법
1956년 은행지주회사법(영어: Bank Holding Company Act of 1956, 12 U.S.C. § 1841, et seq.)은 미국의 의회법으로, 은행지주회사의 활동을 규제한다.
원래 법률(이후 개정됨)은 연방준비제도 이사회가 은행지주회사의 설립을 승인해야 하며, 한 주에 본사를 둔 은행지주회사는 다른 주에 있는 은행을 인수하는 것이 금지된다고 명시했다. 이 법은 부분적으로 은행과 비은행 사업을 모두 소유하기 위해 은행지주회사를 설립한 은행을 규제하고 통제하기 위해 시행되었다. 이 법은 일반적으로 은행지주회사가 대부분의 비은행 활동에 참여하거나 은행이 아닌 특정 회사의 의결권 있는 증권을 취득하는 것을 금지했다.
은행지주회사법의 주간 제한은 1994년 리글-닐 주간 은행 및 지점 효율성법 (IBBEA)에 의해 폐지되었다. IBBEA는 "충분한 자본과 관리 능력을 갖춘 은행 간의 주간 합병을 허용하되, 집중 제한, 주법 및 지역재투자법(CRA) 평가"를 조건으로 했다.
미국에서는 일본과 유럽 대륙에서 이러한 협정이 흔한 것과 달리 금융지주회사는 계속해서 비금융 회사를 소유하는 것이 금지되어 있다.
자금을 모집하지만 은행으로 분류되지 않으며, 더 중요하게는 미국 예금보험공사의 지원을 받지 않는 사모펀드 회사는 여러 비은행 회사에 대해 대규모 소유 지분을 취득할 수 있다. 사모펀드 회사는 은행이 아니므로 이것은 문제가 되지 않는다.

## 물리적 상품에 대한 은행 활동의 새로운 제한 제안
2016년 9월 23일, 연방준비제도 이사회는 은행의 물리적 상품 관련 활동에 대한 새로운 제한을 부과할지 여부에 대한 규칙 제정 제안 통지를 발행했다. 제안된 규칙은 다음을 수행한다.
- 현행법에 따라 상품이 환경으로 유출될 경우 책임이 부과될 수 있는 상품과 관련된 금융지주회사(FHC) 활동에 대한 자본 요건을 증가시킨다.
- 상품 거래 활동을 수행하는 은행이 보유할 수 있는 물리적 상품의 한도를 낮춘다.
- 은행이 에너지 톨링 및 에너지 관리 서비스에 참여할 수 있는 권한을 폐지한다.
- 은행지주회사(BHC)가 소유하고 보관할 수 있는 귀금속 목록에서 구리를 삭제한다.
- 회사의 물리적 상품 보유 및 활동의 성격과 범위에 대한 새로운 공공 보고 요건을 설정한다.[2]

또한 도드-프랭크 법안 제620조에 따라 보고서(620 보고서)가 발행되었다. 이 보고서에는 은행이 물리적 상품 활동에 참여할 수 있는 몇 가지 현재 권한을 폐지하기 위한 입법 권고가 포함되어 있다.
620 보고서에 따르면 이사회는 다음을 수행할 입법 조치를 권고한다.
- 금융지주회사의 머천트 뱅킹 활동 참여 권한을 폐지한다.
- 은행지주회사법 4(o)조에 따른 특정 금융지주회사의 상품 활동에 대한 기존 권한을 폐지한다.[4]